# Côte-des-Neiges–Notre-Dame-de-Grâce
Pour l’article homonyme, voir Notre-Dame-de-Grâce (homonymie).
Côte-des-Neiges–Notre-Dame-de-Grâce (prononcé [kot de nɛʒ nɔ.tʁə dam də gʁɑs]) est l'un des dix-neuf arrondissements urbains de la ville de Montréal, au Québec (Canada). Depuis les réorganisations municipales québécoises de 2002, il est composé de deux quartiers : Côte-des-Neiges et Notre-Dame-de-Grâce, deux anciennes villes annexées à la ville de Montréal, le 4 juin 1910.
Côte-des-Neiges–Notre-Dame-de-Grâce est l’arrondissement le plus populeux de Montréal avec ses 170 583 habitants (en 2021) dont plus de 100 000 dans le seul quartier de Côte-des-Neiges. S'y trouvent de nombreuses institutions d'importance métropolitaine, tels des hôpitaux et des universités. La population de l'arrondissement est très multiculturelle, des personnes provenant de 75 groupes ethniques[Quoi ?] différents y résident. L'arrondissement accueille également une forte population étudiante avec ses nombreuses institutions de savoir, telles que l'Université de Montréal et le campus Loyola de l'Université Concordia.

## Histoire

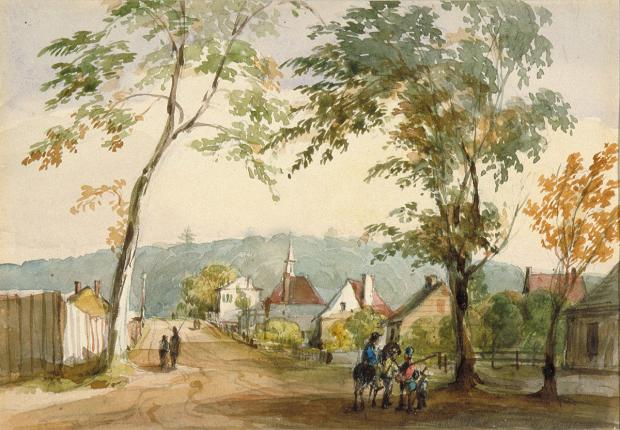
Le chemin de la Côte-des-Neiges, vers 1845.

La colonisation du territoire de l’arrondissement Côte-des-Neiges–Notre-Dame-de-Grâce, situé sur les versants ouest et sud du mont Royal, remonte à la Nouvelle-France. D’une part, la Côte-des-Neiges est fréquentée au départ pour la villégiature par la bourgeoisie montréalaise. 
Les premiers habitants à s’y établir pratiquent la tannerie au cours du |XVIIIe et du XIXe siècle. C’est avec l’arrivée des premières institutions publiques et religieuses, à la fin du XIXe siècle que le quartier connaît sa première phase de développement urbain. 
L’établissement de l’Université de Montréal en 1943 sur le flanc nord de la montagne, avec son nouveau bâtiment principal Pavillon Roger-Gaudry, viendra accélérer cette expansion. D'autre part, Notre-Dame-de-Grâce est d’abord un secteur agricole de l’île de Montréal avant l’arrivée  du tramway en 1908. Les habitants qui s’y installent sont surtout des anglophones. La principale phase d’expansion du quartier se déroule des années 1910 aux années 1930.
On inaugure l'Oratoire Saint-Joseph en 1955. Il s'agit du lieu de pèlerinage le plus important dédié à saint Joseph à travers le monde. L’autoroute Décarie est ouverte aux automobilistes en 1966, à temps pour l’Exposition universelle de 1967. La construction de l’autoroute forcera le déplacement de 285 familles.

## Géographie

### Quartiers sociologiques
- Aire Benny (en)
- Côte-des-Neiges
- Glenmount
- Monkland Village (en)
- Notre-Dame-de-Grâce
- Le Triangle

### Quartiers de référence
- Q40 Snowdon
- Q41 Édouard-Montpetit (d)
- Q42 Parc-Kent (d)
- Q43 Savane (d)
- Q44 Upper Lachine (d)
- Q45 Loyola (d)
- Q46 Côte-Saint-Antoine (d)

## Démographie
Le tableau suivant fait état de l'évolution de la population de Côte-des-Neiges–Notre-Dame-de-Grâce depuis 2006, soit le premier recensement canadien après la constitution de l'arrondissement. Avec plus de 170 000 habitants en 2021, il constitue l'arrondissement montréalais le plus populeux. S'il serait constitué en municipalité, Côte-des-Neiges–Notre-Dame-de-Grâce serait la 7e ville au Québec en termes de population, et ce, après Sherbrooke et devant Lévis. 
| 2006    | 2011    | 2016    | 2021    | 2026 |
| ------- | ------- | ------- | ------- | ---- |
| 164 246 | 165 031 | 166 520 | 170 583 | -    |

### Langues
| Langue         | Population | Pourcentage (%) |
| -------------- | ---------- | --------------- |
| Anglais        | 57 540     | 37 %            |
| Français       | 47 845     | 32 %            |
| Autres langues | 42 900     | 29 %            |

## Toponymie

### Côte-des-Neiges

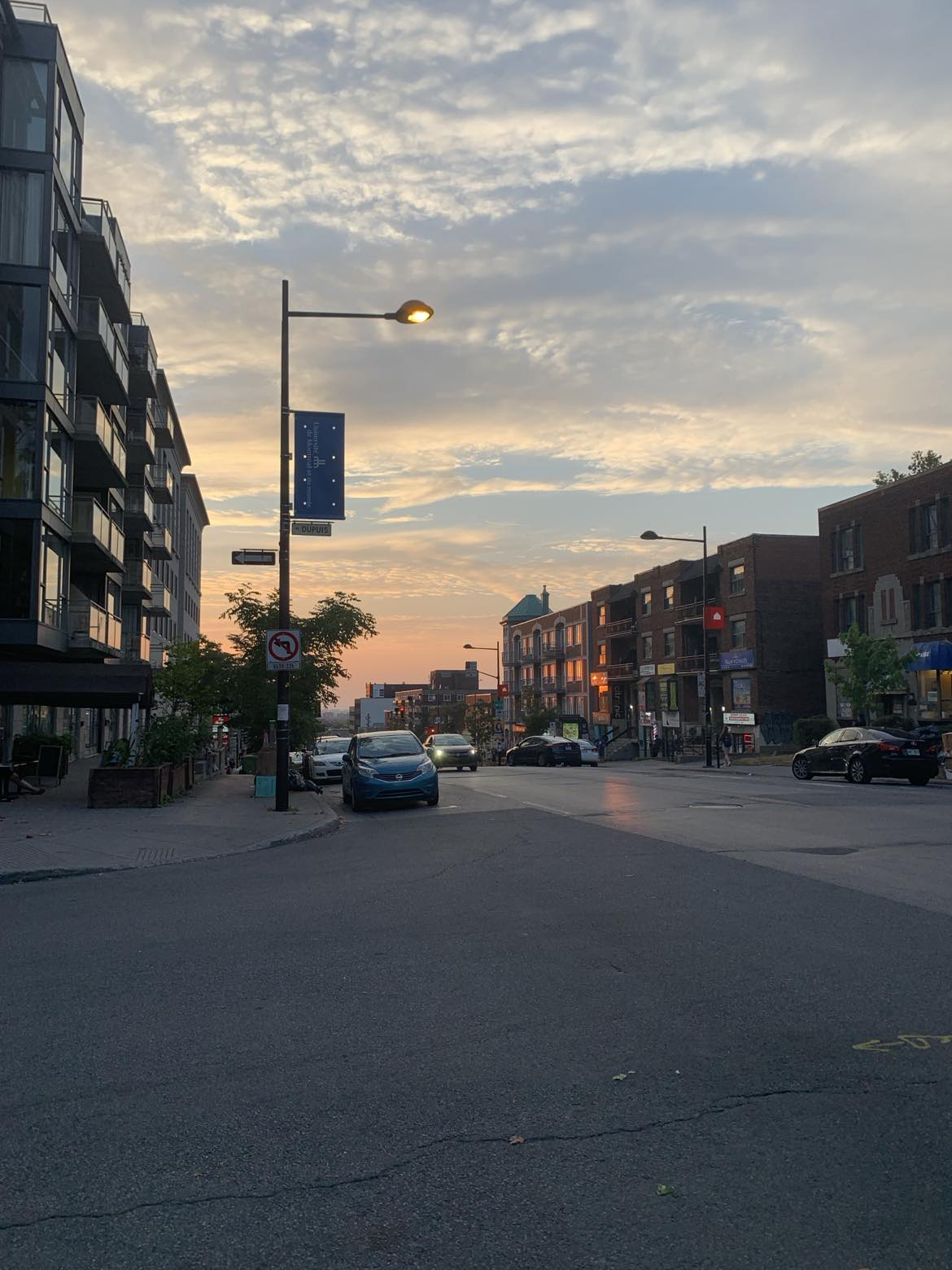
La rue Chemin de la Côte-des-Neiges au coucher de soleil.

Le nom vient de la légende de Notre-Dame des Neiges, en 352, lorsqu'un aristocrate nommé Jean et sa femme eurent un songe communiqué par la Vierge Marie leur demandant de construire une chapelle au site d'une miraculeuse bordée de neige. La basilique Sainte-Marie-Majeure de Rome fut construite par la suite, en fonction de ce songe.

### Notre-Dame-de-Grâce
Le quartier de Notre-Dame-de-Grâce est nommé en l'honneur de la dévotion à Marie, Mère de la Grâce. Cette dévotion a vu le jour dès le XIIIe siècle avec la fondation de l'Ordre de la Merci par Pierre Nolasque et Raymond de Peñafort. Le nom fait aussi référence au sanctuaire Notre-Dame-de-Grâces de Cotignac en France, où auraient eu lieu des apparitions mariales.

## Attraits
- Oratoire Saint-Joseph
- Bibliothèque Benny

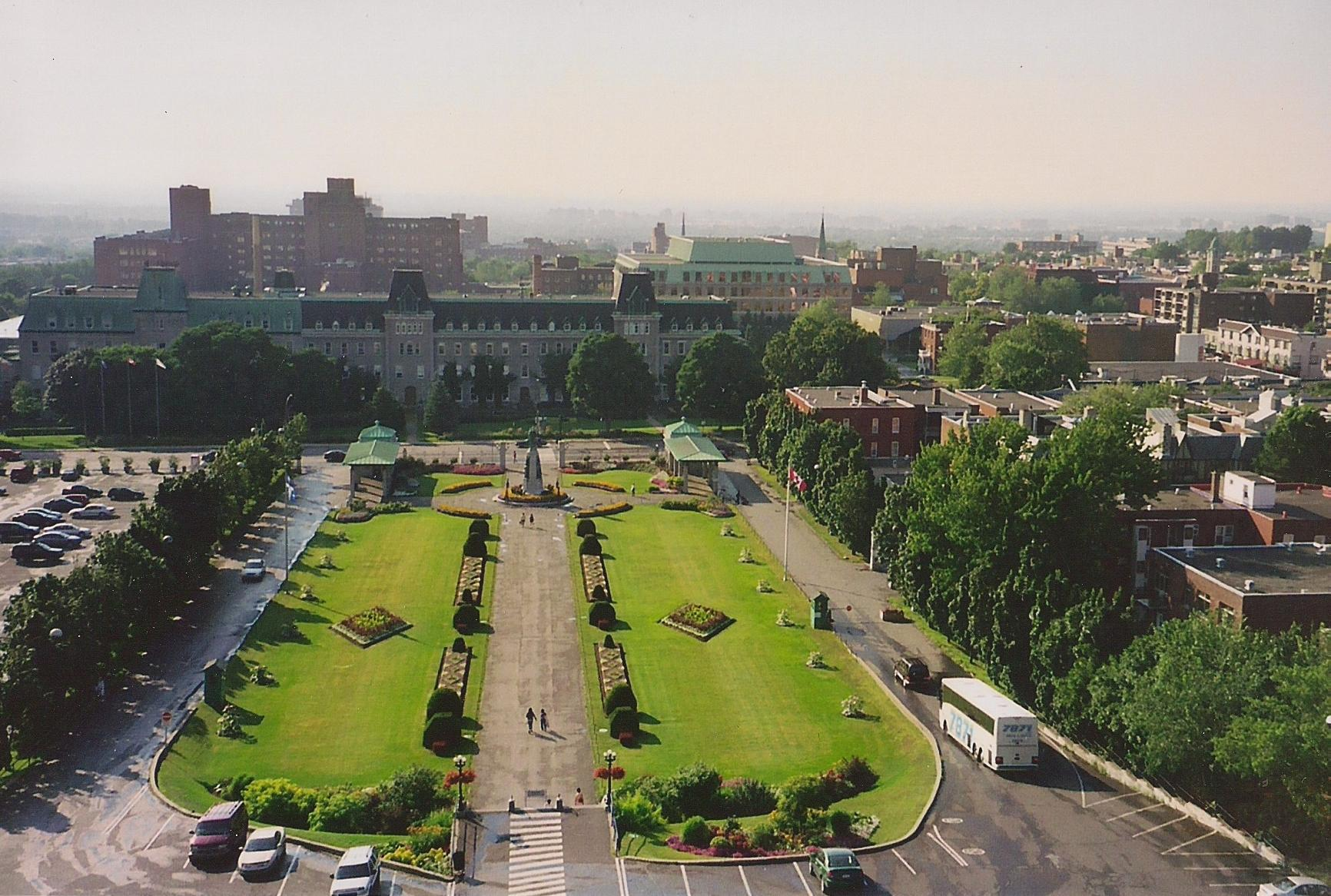
Parterre de l'Oratoire Saint-Joseph du Mont-Royal.

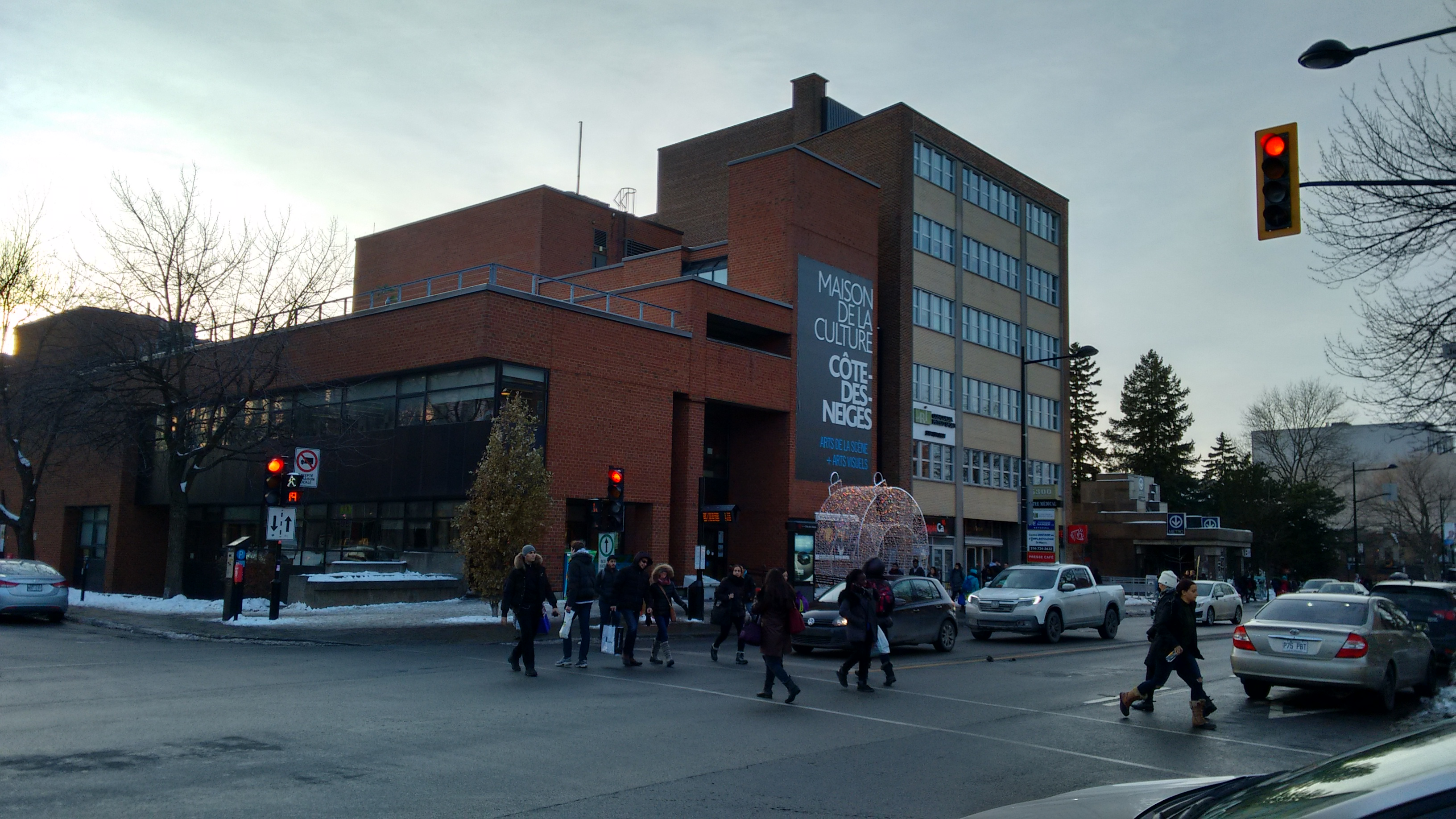
La Maison de la culture de Côte-des-Neiges.

- Bibliothèque de Notre-Dame-de-Grâce
- Centre Segal des arts de la scène
- Centre commémoratif de l'Holocauste à Montréal
- Maison de la culture de Côte-des-Neiges
- Maison de la culture de Notre-Dame-de-Grâce

## Éducation

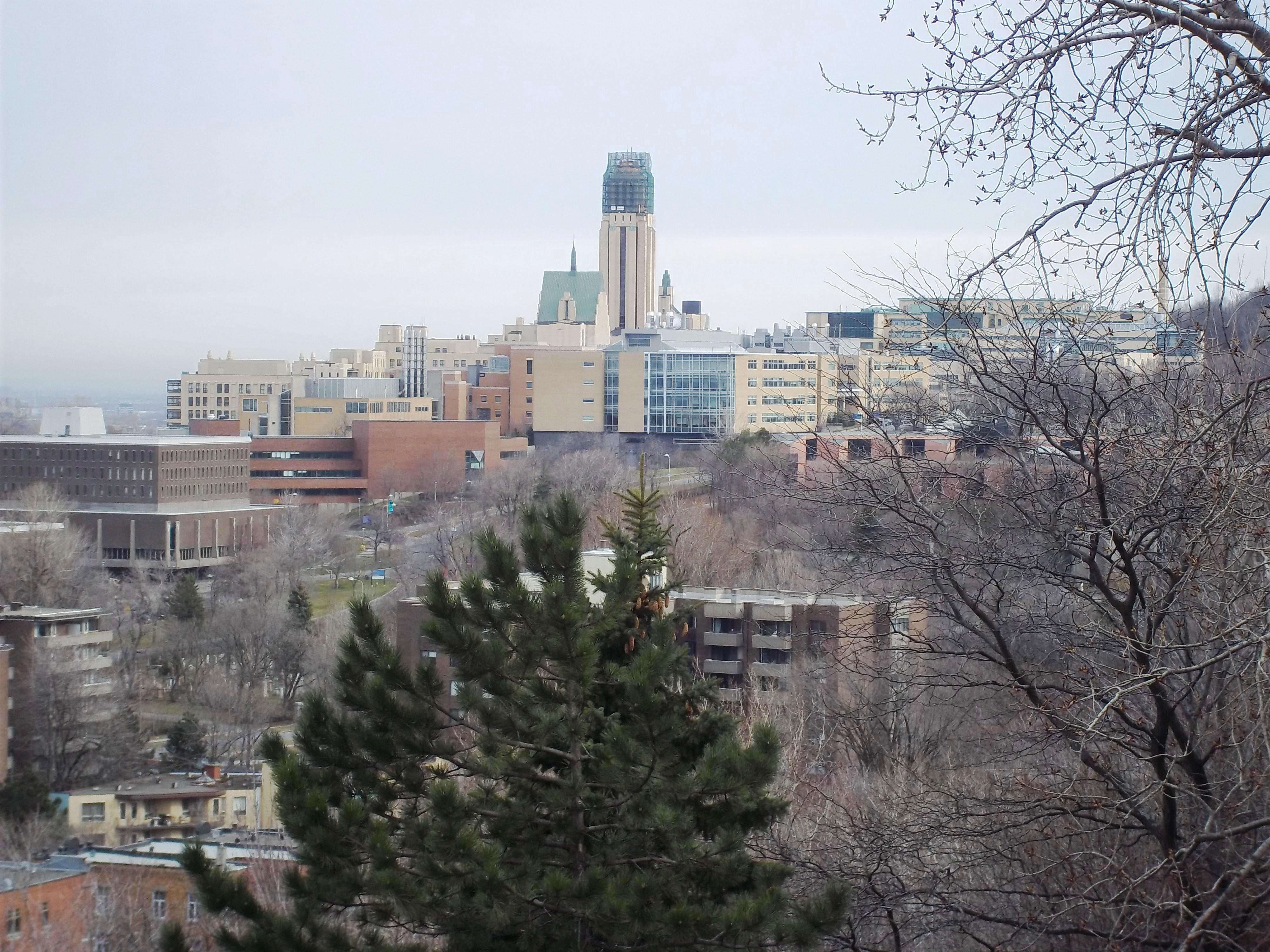
Le campus de l'Université de Montréal vu depuis le mont Royal.

- Université Concordia, campus Loyola
- Université de Montréal
- HEC Montréal
- École polytechnique de Montréal
- Collège Jean-de-Brébeuf
- Collège Villa Maria
- Collège Notre-Dame
- Lower Canada College, Notre-Dame-de-Grâce
- Collège international Marie-de-France
- Commission scolaire de Montréal

## Administration
| Période | Période  | Identité              | Étiquette                                                | Qualité |
| ------- | -------- | --------------------- | -------------------------------------------------------- | ------- |
| 2001    | 2012     | Michael Applebaum     | Union Montréal                                           |         |
| 2012    | 2013     | Lionel Perez          | Indépendant                                              |         |
| 2013    | 2017     | Russell Copeman       | Coalition Montréal et Équipe Denis Coderre pour Montréal |         |
| 2017    | 2021     | Sue Montgomery        | Projet Montréal, indépendante et Équipe Sue Montgomery   |         |
| 2021    | En cours | Gracia Kasoki Katahwa | Projet Montréal                                          |         |

En tant qu'arrondissement montréalais, Côte-des-Neiges–Notre-Dame-de-Grâce est dirigé en premier lieu par un conseil d'arrondissement chargé des affaires locales puis par le conseil de ville de Montréal, chargé de certaines matières qui concernent l'ensemble de la ville. En raison de son poids démographique au sein de la ville de Montréal, l'ensemble des membres du conseil d'arrondissement siège également au conseil de ville. 
| Fonction | 2009-2013         | 2013-2017       | 2017-2021            | 2021-2025             |
| --- | ----------------- | --------------- | -------------------- | --------------------- |
| Maire d'arrondissement                                                                                                 | Michael Applebaum | Russell Copeman | Sue Montgomery       | Gracia Kasoki Katahwa |
| Conseiller - Côte-des-Neiges                                                                                           | Helen Fotopulos   | Magda Popeanu   | Magda Popeanu        | Magda Popeanu         |
| Conseiller - Darlington                                                                                                | Lionel Perez      | Lionel Perez    | Lionel Perez         | Stephanie Valenzuela  |
| Conseiller - Loyola | Susan Clarke      | Jeremy Searle   | Christian Arseneault | Despina Sourias       |
| Conseiller - N.-D.-de-Grâce                                                                                            | Peter McQueen     | Peter McQueen   | Peter McQueen        | Peter McQueen         |
| Conseiller - Snowdon                                                                                                   | Marvin Rotrand    | Marvin Rotrand  | Marvin Rotrand       | Sonny Moroz           |
| Projet Montréal Ensemble Montréal / Équipe Denis Coderre Union Montréal Vision Montréal Coalition Montréal Indépendant |                   |                 |                      |                       |